# That Was Yesterday
«That Was Yesterday» — второй сингл рок-группы Foreigner из альбома Agent Provocateur, изданный в 1984 году лейблом Atlantic Records.
Сингл был положительно оценён критиками. Сайт About.com составил собственный рейтинг «Лучших песен Foreigner и Лу Грэмма», поместив «That Was Yesterday» на шестое место, отметил, что композиция запоминается благодаря интересному звучанию клавишных и хорошему тексту самой песни. Стив Пик из About.com назвал песню «полноценным хитом» и лучшим моментом на альбоме Foreigner.
Брэт Адамс из Allmusic назвал песню «потрясающей», похвалив группу за изящное звучание синтезатора в песне, также он положительно оценил припев песни.
Несмотря на положительные отзывы критиков, сингл не смог повторить успех своего предшественника «I Want to Know What Love Is», но неплохо ротировался в чартах, наиболее высокую позицию он занял в американском Billboard Hot 100 (№12). Композиторами песни выступили Лу Грэмм и Мик Джонс, продюсировали её гитарист Мик Джонс и Алекс Сэдкин. На стороне Б сингла размещена композиция «Two Different Worlds».

## Список композиций
7"
1. «That Was Yesterday» (Remix)  (Грэмм, Джонс) — 3:45
2. «Two Different Worlds» (Грэмм) — 4:32

12"
1. «That Was Yesterday» (Extended Remix) (Грэмм, Джонс)  — 6:12
2. «Two Different Worlds» (Грэмм) — 4:28
3. «That Was Yesterday» (Orchestral Version) (Грэмм, Джонс) — 3:27

## Чарты
| Чарт (1985)                        | Лучший результат |
| ---------------------------------- | ---------------- |
| Великобритания (UK Singles Chart)  | 28               |
| Бельгия (Ultratop Flanders)        | 25               |
| Германия (Media Control AG)        | 31               |
| Ирландия (Irish Singles Chart)     | 13               |
| Нидерланды (Mega Single Top 100)   | 19               |
| США (Billboard Hot 100)            | 12               |
| США (Billboard Adult Contemporary) | 24               |
| Швейцария (Media Control AG)       | 29               |

## Участники записи
- Лу Грэмм — вокал, перкуссия, композитор
- Мик Джонс — гитара, клавишные, композитор
- Деннис Эллиот — ударные
- Рик Уиллис — бас-гитара
- Алекс Сэдкин — продюсер